# Rosenau (Beschleuniger)
Das Physikalische Institut der Universität Tübingen unterhielt von 1959 bis 2018 das Hochspannungslaboratorium Rosenau. Es befindet sich nördlich der naturwissenschaftlichen Institute auf der Morgenstelle. Der Beschleuniger befindet sich gegenwärtig (2019–2021) im Freigabeverfahren nach Strahlenschutzrecht. Dazu wird die Anlage stückweise demontiert und auf Radioaktivität untersucht.
1965 wurde nach vergeblichen Versuchen, einen Beschleuniger von AEG in Betrieb zu nehmen, ein 2-MeV-Beschleuniger der Firma High Voltage Engineering Company angeschafft. Dieser wurde 1978 durch einen 3-MeV-Van-de-Graaff-Beschleuniger derselben Firma ersetzt, der vorher 20 Jahre in Hamburg im Einsatz gewesen war. Erstmals wurde damit in Deutschland ein gebrauchter Beschleuniger an anderer Stelle wiederaufgebaut, was seinerzeit mit großen technischen Schwierigkeiten verbunden war. Nach fünf Jahren Aufbau und Steuerungsentwicklung in Eigenregie ging er 1983 in Betrieb und wurde bis Januar 2018 insbesondere als Neutronengenerator genutzt. Der Strahl konnte gepulst und polarisiert werden. Der Beschleuniger wurde nach Jahren der Nutzung zur Grundlagenforschung in Kernphysik (z. B. zur Untersuchung astrophysikalisch relevanter Kernreaktionen) ab 2004 vor allem als Serviceeinrichtung für Detektorentwicklungen und zur Ausbildung im Physikstudium sowie im Strahlenschutz genutzt.

## Beschleuniger

### Beschleunigungsspannung

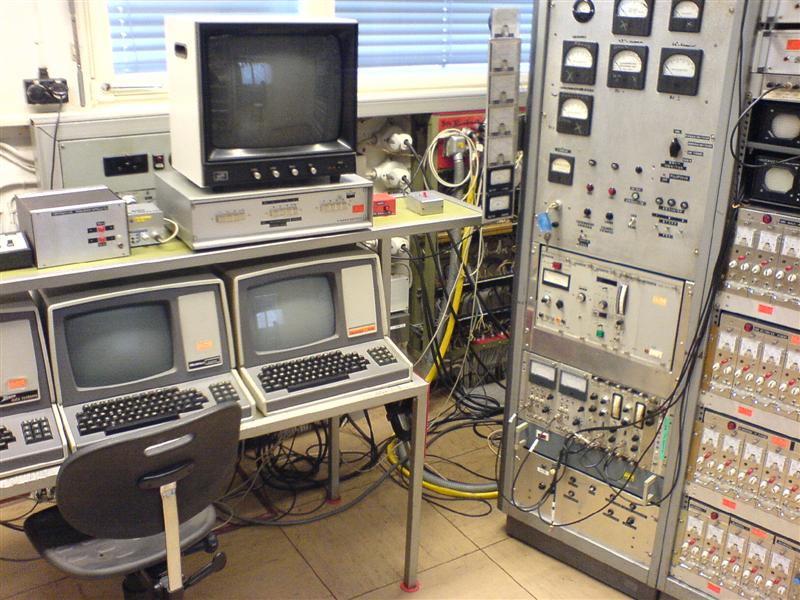
Kontrollraum des Beschleunigers

Der Van-de-Graaff-Beschleuniger befindet sich in einer Druckkammer mit Isolieratmosphäre (30 % SF6, 30 % CO2, 40 % N2 bei 1,9 MPa). Die erzeugte Spannung (maximal 3,7 MV) kann über ein "Generating Voltmeter" oder direkt über die Energie der Ionen am Analysiermagneten gemessen werden. Um die Spannung so konstant wie möglich zu halten, ist ein Regelkreis eingebaut, der die Spannung erhöht, sollten die beschleunigten Ionen einen zu kleinen Radius im Magneten haben, bzw. erniedrigt, sollten die Ionen einen zu großen Radius haben. Um die Hochspannung schnell genug regeln zu können, sind gegenüber der Hochspannungselektrode („Terminal“) so genannte Korona-Nadeln angebracht. Zwischen den Nadeln und dem Terminal fließt ein Gasentladungsstrom, dessen Stärke über den Abstand der Nadeln zum Terminal geregelt werden kann. Dieser Koronastrom wird einer schnell regelnden Röhrentriode zugeführt. Die so minimierte Strahlunschärfe liegt bei 1–2 keV.

### Teilchenquelle

Drucktank des Beschleunigers

Die zu beschleunigenden Ionen werden durch eine Hochfrequenzionenquelle in feldfreien Inneren des Terminals erzeugt. Diese nutzt das Prinzip der Ionisation durch hochfrequente elektromagnetische Felder im GHz-Bereich. Das Gas (man kann derzeit wahlweise Wasserstoff, Deuterium, Helium oder Kohlendioxid ionisieren) befindet sich in einem Glaszylinder, der von Hochfrequenzelektroden umgeben ist. Im Inneren des Zylinders wird ein Feld erzeugt, welches die natürlich vorhandenen Elektronen auf Spiralbahnen zwingt. Dabei ionisieren sie die Atome und Moleküle des Gases und erzeugen neue Elektronen. Das entstehende Plasma wird mit Hilfe eines Magnetfeldes in der Nähe des Extraktionskanals konzentriert und durch ein überlagertes elektrisches Feld (U ~ 3–10 kV) zwischen dem Extraktionskanal und der Elektrode am oberen Ende der Quelle extrahiert. Um einen höheren Quellstrom zu bekommen, fokussiert man den austretenden Ionenstrahl vor der eigentlichen Beschleunigungsstrecke. Dazu liegt zwischen der ersten Elektrode des Beschleunigungsrohrs und dem Extraktionskanal eine gegenüber dem Terminal negative Fokusspannung an. Der maximal extrahierbare Strom bei der Ionisation von Wasserstoff liegt bei ca. 2 mA.

### Strahlführung

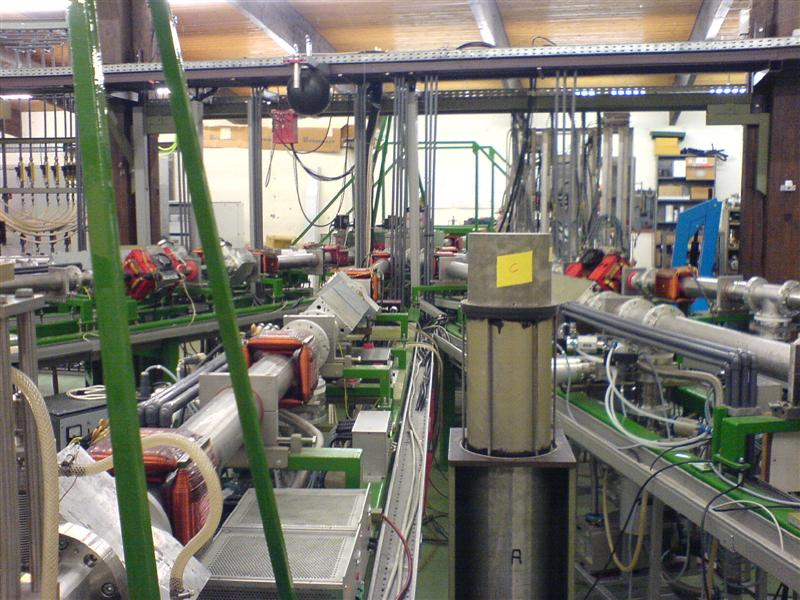
Beschleunigerhalle mit Strahlführungssystem

Die beschleunigten Ionen werden durch ein Strahlführungssystem zu den Experimentierplätzen geleitet. Die Strahlrohre sind evakuiert, um Streuung der Ionen am Restgas zu vermeiden und so eine ausreichend große freie Weglänge zu garantieren. Zudem wird der Strahl durch strahloptische Elemente fokussiert und auf das Target gelenkt.
1. Das Vakuumsystem besteht aus Turbomolekularpumpen, denen Drehschieberpumpen vorgeschaltet sind. Damit wird ein maximaler Enddruck von 1×10−7 mbar erreicht.
2. Durch paarweise angeordnete Dipolmagnete kann der Strahl parallel verschoben werden, um ihn auf der optischen Achse zu halten.
3. Ein Analysiermagnet selektiert die Ionensorte und bestimmt den Impuls der Ionen.
4. Quadrupolmagnete fokussieren den Strahl.
5. Ein Switchmagnet (engl. switch = Weiche) lenkt den Strahl in das zum gewünschten Experimentierplatz führende Strahlrohr.
6. Durch Blenden wird der Strahldurchmesser begrenzt und der Strahl direkt hinter dem Analysiermagneten auf eine Teilchensorte begrenzt. Die Blenden sind gekühlt.
7. Zum Stoppen des Strahls kann man an verschiedenen Stellen ca. 12 mm starke gekühlte Kupferbacken (Beam Stops) einschwenken. Dadurch kann man Einstellungen an der Messapparatur verändern, ohne den Strahl abzustellen. Auch zum Justieren des Strahls werden sie in den Strahlengang gefahren, um leicht zerstörbare Bauteile nicht zu gefährden.
8. Wedler, Y-förmige Metallstücke, schwingen periodisch mit dem Arm in horizontaler bzw. vertikaler Richtung durch den Strahl. Dabei greifen sie das elektrische Signal des Ionenstrahls auf. Die in einer Position aufgegriffene Ladung ist proportional der Stromstärke des Strahls. Dieses Signal wird auf einem Oszilloskop dargestellt. Somit kennt man den Strahlquerschnitt.
9. Vor jeder Streukammer befindet sich ein Kollimatorrohr, welches die Strahlbedingungen definiert, sowie eine weitere Blende.

## Experimente
Der vom Generator erzeugte Ionenstrahl kann an sechs verschiedene Experimentierplätze geleitet werden: Die Experimentierplätze 1, 4, 5 und 6 werden zur Erzeugung von Neutronen genutzt, die wiederum für weitere Experimente verwendet werden. An Experimentierplatz 2 und 3 werden die Experimente direkt mit den im Generator beschleunigten Ionen betrieben. Aus diesem Grund befinden sich an diesen Experimentierplätzen evakuierte Streukammern. Die Ortec-Streukammer an Experimentierplatz 3 ist aus Aluminium gefertigt und elektrisch isoliert. Zur Bündelung des Ionenstrahls reicht ein 44 cm langes Kollimatorrohr vom Ende des Strahlrohres bis in die Streukammer hinein. In der Mitte befindet sich eine sogenannte Targetleiter; sie ist um 360° drehbar und kann bis zu sechs Targets aufnehmen. Das ermöglicht das Wechseln des Targets, ohne die Kammer belüften zu müssen. Auf einem schwenkbaren Arm sitzen (bis zu) 5 Silizium-Halbleiter-Detektoren im Abstand von 14,8 cm vom Target. Der Winkel zwischen zwei benachbarten Detektoren beträgt ca. 15°.

## Experimente von 2004 bis 2018
Zuletzt wurden Siliziumdetektoren für astronomische Röntgensatelliten auf Strahlungshärte gegenüber niederenergetischen Protonen getestet. Zu diesem Zweck wurde die Ortec-Streukammer an Strahlrohr 3 vorübergehend abgebaut und das Strahlrohr verlängert. Ein Protonenstrahl wird mittels dünner Metallfolien auf Energien im Bereich 100 – 1000 keV abgebremst und aufgefächert. Der Protonenfluss am zu bestrahlenden Detektor wird mit mehreren Oberflächensperrschichtdetektoren überwacht.
Die D-Kammer an Strahlrohr 2 wurde gelegentlich für Messungen der Zusammensetzung dünner Schichten oder zur Dickenbestimmung dünner Folien eingesetzt. Das verwendete Verfahren ist Rutherford-Rückstreu-Spektrometrie (Rutherford Backscattering Spectrometry, RBS), bei dem ein oder mehrere Detektoren unter großen Streuwinkeln nahe 180° das Energiespektrum zurückgestreuter Alphateilchen oder Protonen messen. Mit den vom Beschleuniger erreichbaren Energien lassen sich damit je nach Material Schichten bis zu einigen Mikrometern Dicke untersuchen.
Für die Untersuchung der Strahlungsfestigkeit von Si-Detektoren, wie sie am CBM-Experiment an FAIR zum Einsatz kommen sollen, wurde von 2013 bis 2017 ein Deuterium-Gastarget entwickelt. Unter Nutzung der DD-Fusionsreaktion konnten beim Beschuss mit schnellen Deuteronen Neutronen von ca. 3 MeV Energie erzeugt werden. Damit konnten die Si-Detektoren mit einer Quellstärke von ca. 109 Neutronen je Sekunde über Wochen bestrahlt werden, während simultan die Veränderung ihrer elektronischen Eigenschaften durch Strahlenschäden und Kernreaktionen untersucht wurde. Problematisch war die Haltbarkeit des dünnen Fensters zwischen dem evakuierten Strahlrohr und dem mit mehreren Bar Deuterium gefüllten Target. Die Neutronenquellstärke wurde mit einem kollimierten NE213-Detektor und Aktivierungsfolien überwacht.

## Praktikum
Das sogenannte Rosenau-Praktikum (zweiwöchiges kernphysikalisches Kompaktpraktikum) fand ab 1986 jährlich in der Zeit um Ostern statt. Die Zielgruppe waren Studenten der Physik im Hauptstudium sowie Diplomanden und Doktoranden. Abgelöst wurde das Beschleunigerpraktikum ab 2018 durch ein kernphysikalisches Kompaktpraktikum in den Räumen des Physikalischen Instituts.

### Versuche
1. Vorversuche mit Halbleiterdetektoren
2. Rutherford-Streuquerschnitte von 16O auf 13C, 13C auf 13C (Fermionen), 12C auf 12C (Bosonen)
3. Rutherford Backscattering an verschiedenen (unbekannten) Targets
4. Neutronenaktivierung

Koordinaten: 48° 32′ 20,1″ N, 9° 1′ 48,8″ O